# Université de Louisiane à Monroe
L'université de Louisiane à Monroe (en anglais : University of Louisiana at Monroe ou ULM) est une université américaine située à Monroe en Louisiane.

## Personnalités liées à l'université

### Étudiants
- Vance McAllister, homme d'affaires américain.

### Professeurs
- Marjolijn Verspoor, linguiste néerlandaise.